# 信眉
信眉大師（韓語：신미대사）（1403年－1480年），是朝鮮王國初期的一位僧侶。俗名金守省（韓語：김수성），本貫為永東（永山）。
據載其受到首陽大君和安平大君的尊重。在永山金氏的族譜記錄中，信眉曾為集賢殿的學者，但在《朝鮮王朝實錄》等正史中卻沒有這樣的記載。

## 與諺文的關係
據《世宗實錄》記載，信眉的弟弟金守溫（韓語：김수온）曾與首陽大君和安平大君一起翻譯佛典。另外，從《平昌上院寺重創勸善文》中有諺文這點來看，信眉似乎亦參與了佛經諺解本的製作。
2002年盧泰柱教授（音譯）研究發現於1438年刊行的《圓覺禪宗釋譜》（韓語：원각선종석보），其時間早於《訓民正音》。以此為參考，2014年小說家鄭燦珠（音譯）出版小說《映照千江的月亮》（韓語：천강에 비친 달），其中便以《訓民正音》為信眉所寫一事為故事內容。2019年，類似題材的電影《王的文字》上映。不過由於《圓覺禪宗釋譜》中的標記方式與當時的韓語不合，被認為是後代所造的偽書。

## 影視形象
- 《王的文字》 (2019年，演員：朴海日)

## 腳註
1. ↑  .   [2021-06-22]. （原始内容存档于2021-06-29）.
2. ↑  .  116권.   [2021-06-22]. （原始内容存档于2019-07-23）.
3. ↑  ,  121권,   [2021-06-22], （原始内容存档于2019-07-23）
4. ↑  . 현대불교. 2002-12-11  [2021-06-22]. （原始内容存档于2021-06-29）.
5. ↑  . 현대불교. 2016-05-03  [2021-06-22]. （原始内容存档于2021-06-29）.